# Ridgeciano Haps
Ridgeciano Delano Haps  (Utrecht, Países Bajos, 12 de junio de 1993) es un futbolista surinamés que juega de defensa en el Venezia F. C. de la Serie B de Italia.

## Trayectoria
Haps debutó profesionalmente el 28 de septiembre de 2013, gracias al entrenador Gertjan Verbeek. Ese día entró en el campo sustituyendo a Donny Gorter durante un partido contra el PSV.
Esa misma temporada debutó en la Copa KNVB y la Liga Europa de la UEFA.
En el periodo de pases invernal próximo a su primera temporada como profesional, Haps fue cedido cinco meses al Go Ahead Eagles, para obtener mayor cantidad de minutos.
Al volver, extendió su contrato con el AZ hasta mediados de 2019.
El 18 de julio de 2017 firmó un contrato por cinco temporadas con el Feyenoord, equipo que pagó aproximadamente seis millones de euros por su fichaje.

## Clubes
| Club                     | País         | Año       |
| ------------------------ | ------------ | --------- |
| AZ Alkmaar               | Países Bajos | 2012-2017 |
| Go Ahead Eagles (cedido) | Países Bajos | 2014      |
| Feyenoord                | Países Bajos | 2017-2021 |
| Venezia F. C.            | Italia       | 2021-     |
| Genoa C. F. C. (cedido)  | Italia       | 2023-2024 |

## Palmarés

### Títulos nacionales
| Título                        | Club      | País         | Año  |
| ----------------------------- | --------- | ------------ | ---- |
| Copa de los Países Bajos      | Feyenoord | Países Bajos | 2018 |
| Supercopa de los Países Bajos | Feyenoord | Países Bajos | 2018 |